# ロジャー・ミッシェル
ロジャー・ミッシェル（Roger Michell、1956年6月5日 - 2021年9月22日）は、イギリスの映画監督。南アフリカ共和国出身。

## 略歴
外交官の息子としてプレトリアで生まれ、ベイルートやダマスカス、プラハなどで育つ。その後、ケンブリッジ大学で学ぶ。卒業後にRoyal Court Theatreでアシスタントとして働き始める。1979年にRoyal Court Theatreを去り、自作の舞台でエディンバラ・フェスティバルで高い評価を得た。
1985年にロイヤル・シェイクスピア・カンパニーに参加、助監督、後に舞台監督として活躍。1995年の『待ち焦がれて』で映画監督としてデビューした。
2021年9月22日、死去。65歳没。

## 監督作品
- 待ち焦がれて Persuasion（1995年）テレビ映画、日本劇場未公開、のちに『ジェイン・オースティンの説得』に改題。
- Titanic Town（1998年）
- ノッティングヒルの恋人 Notting Hill（1999年）
- チェンジング・レーン Changing Lanes（2002年）
- パッション The Mother（2003年）
- Jの悲劇 Enduring Love（2004年）
- ヴィーナス Venus（2006年）
- 恋とニュースのつくり方 Morning Glory（2010年）
- 私が愛した大統領 Hyde Park on Hudson（2012年）
- ウィークエンドはパリで Le Week-End（2013年）
- レイチェル My Cousin Rachel（2017年）
- ブラックバード 家族が家族であるうちに Blackbird（2019年）
- ゴヤの名画と優しい泥棒 The Duke（2020年）
- エリザベス 女王陛下の微笑み Elizabeth A Portrait in Part(s)（2022年）